# 논산시의회
논산시의회는 충청남도 논산시 지역을 관할하는 기초의회이다.